# Gangneung Hockey Centre
Het Gangneung Hockey Centre (Koreaans: 강릉 아이스하키I 경기장) is een ijshal in Gangneung in Zuid-Korea. De hal wordt gebruikt voor het ijshockeytoernooi tijdens de Olympische Spelen van Pyeongchang.